# Agave longipes
Agave longipes ist eine Pflanzenart aus der Gattung der Agaven (Agave). Das Artepitheton longipes  leitet sich von den lateinischen Worten longus für ‚lang‘ sowie pes für ‚Fuß‘ ab und verweist auf die langen Blütenstandsstiele der Art.

## Beschreibung

### Vegetative Merkmale
Die gebogenen Laubblätter von Agave longipes ähneln denen der breiter blättrigen Formen von Agave sobolifera. Am Blattrand befinden sich schmal dreieckige, häufig zurückgebogene und angepresste Randzähne. Der oft graue Enddorn ist gelegentlich stark zusammengedrückt und konisch. Auf seiner Oberseite ist er stärker und ausdauernder gefurcht und besitzt weniger einwärts gerichtete Ränder.

### Blütenstände und Blüten
Der „rispige“ Blütenstand trägt keine Bulbillen. Die 60 bis 70 Millimeter langen Blüten stehen an 20 Millimeter langen Blütenstielen. Ihre Perigonblätter sind gelb. Die Zipfel sind 20 bis 25 Millimeter lang. Die offene konische Blütenröhre weist eine Länge von 6 bis 8 Millimeter auf. Der länglich spindelförmige Fruchtknoten ist 30 bis 40 Millimeter, die Staubfäden 50 bis 60 Millimeter lang.

### Früchte und Samen
Über die Früchte und Samen ist nichts bekannt.

## Systematik und Verbreitung
Agave longipes ist auf Jamaika bei St. Andrews auf gut wasserdurchlässigen Hängen in Höhen von 1000 bis 1200 Metern verbreitet.
Die Erstbeschreibung durch William Trelease wurde 1913 veröffentlicht.

## Nachweise